# The Struggle
The Struggle és una pel·lícula americana de 1931 dirigida per D. W. Griffith, realitzada abans del pre-Code. Fou la seva altra pel·lícula sonora a més d' Abraham Lincoln (1930). Després que molts films dirigits per Griffith perdessin diners, The Struggle en fou el seu darrer. La pel·lícula va ser filmada principalment a Audio-Cinema Studios, en el Bronx de Nova York, amb algun exterior rodat en els carrers del Bronx.
En el repartiment destaquen Hal Skelly, Zita Johann, Charles Richman, i en el seu debut al cinema, Helen Mack. K'actriu habitual de Griffith, Kate Bruce, va fer el seu darrer paper en aquesta pel·lícula com a Granny, i també fou la darrera pel·lícula de Claude Cooper.

## Argument
La pel·lícula conté un prefaci amb els paràgrafs següents:
| « | Aquesta història és una veritable narració, basada en un fet real, que reflecteix el que està passant a milers de famílies a tota la terra. Si bé "The Struggle" és una poderosa acusació de l'alcoholisme, posant èmfasi en el seu efecte devastador sobre la joventut americana, no es presenta com una predicació ni a favor ni en contra de la prohibició. El quadre, però, planteja aquestes preguntes: Si la prohibició és l'èxit que diu la gent, com podrien haver passat totes aquestes coses? La lluita de l'home contra aquests problemes es pot controlar amb la llei o és només una qüestió de caràcter individual? | » |

La història comença el 1911 i s'estén fins l'era de la llei seca (la Prohibició). Jimmie cau en la beguda en part a causa de la llei de Prohibició. Quan cau enamorat de Florrie i es promet, fa el jurament de "no agafar una altra ampolla". Els joves es casen, tenen una filla i gaudeix d'una vida familiar feliç fins que Jimmie torna a caure en la beguda per diverses circumstàncies. Quan Jimmie s'ensorra en l'alcoholisme, la seva família cau en desgràcia. La seva germana Nan és forçada a trencar el compromís amb Johnny a causa de Jimmie. Finalment, Florrie aconsegueix salvar la família i a Jimmie. Nan I Johnny tornen a estar junts.

## Repartiment
- Hal Skelly com a Jimmie Wilson
- Zita Johann com a Florrie
- Charlotte Wynters com a Nina
- Evelyn Baldwin com a Nan Wilson
- Jackson Halliday com a Johnnie Marshall
- Edna Hagan com a Mary
- Claude Cooper com a Sam
- Arthur Lipson com a Cohen
- Charles Richman com a Craig
- Helen Mack com a Catty Girl
- Scott Moore com a Gigolo
- Dave Manley com a Un treballador del molí
- Kate Bruce com a Granny (no acreditat)
- Tammany Young com a Barfly (no acreditat)

## Producció i crítica
La pel·lícula va ser inspirada en part per les lluites pròpies de Griffith amb l'alcoholisme. En part la va finançar ell amb un 1929 reemborsament d'impost que hi havia estat invertit en estocs malgrat la Depressió. El rodatge va tenir lloc entre juliol i agost de 1931.
La pel·lícula va rebre comentaris negatius i no va ser un èxit en la recaudació. El 1935 United Artists van considerar de rellançar la pel·lícula però no van poder aconseguir un Code Seal de la Breen Office llevat que els fessin talls a la pel·lícula, així que van decidir no per fer-lo. El 1940, un altre distribuïdor B.A. Mills ho va tornar a intentar amb un altre títol, Ten Nights in a Barroom, però es trobà amb dificultats similars. Griffith Mai fet una altra pel·lícula tot i que es va casar amb una actriu del repartiment, Evelyn Baldwin.